# Charles Halton
 (décembre 2023).
Si vous disposez d'ouvrages ou d'articles de référence ou si vous connaissez des sites web de qualité traitant du thème abordé ici, merci de compléter l'article en donnant les références utiles à sa vérifiabilité et en les liant à la section « Notes et références ».
Charles Halton est un acteur américain, né à Washington DC (État de Washington) le 16 mars 1876, mort à Los Angeles (Californie) le 16 avril 1959.

## Biographie
Charles Halton débute au théâtre et joue à Broadway entre 1901 et 1950, dans de nombreuses pièces et quelques comédies musicales.
Au cinéma, s'il collabore à cinq films muets entre 1917 et 1920, il apparaît surtout dans des seconds rôles de caractère (souvent non crédités) après l'avènement du parlant, de 1930 à 1958, l'IMDB mentionnant au total 174 films à son actif.
À la télévision, il participe à plusieurs séries, de 1952 à 1958.

## Filmographie partielle
Au cinéma
- 1917 : The Adventurer d'Alice Guy
- 1917 : Behind the Mask d'Alice Guy
- 1931 : Honor Among Lovers de Dorothy Arzner
- 1936 : Le Vandale (Come and get it) d'Howard Hawks et William Wyler
- 1936 : En parade (Gold Diggers of 1937) de Lloyd Bacon et Busby Berkeley
- 1937 : La Légion noire (Black Legion) d'Archie Mayo
- 1937 : Le Prisonnier de Zenda (The Prisoner of Zenda) de John Cromwell
- 1937 : Stolen Holiday de Michael Curtiz
- 1937 : Ready, Willing and Able de Ray Enright
- 1938 : La Huitième Femme de Barbe-Bleue (Bluebeard's Eighth Wife), d'Ernst Lubitsch
- 1938 : Panique à l'hôtel (Room Service) de William A. Seiter
- 1938 : Je suis la loi (I Am the Law) d'Alexander Hall
- 1938 : Federal Man-Hunt de Nick Grinde
- 1938 : Pour un million (I'll Give a Million) de Walter Lang
- 1939 : Édition de minuit (News Is Made at Night) de Alfred L. Werker
- 1939 : Le Vainqueur (Indianapolis Speedway) de Lloyd Bacon
- 1939 : Le Brigand bien-aimé (Jesse James) d'Henry King
- 1939 : Les Conquérants (Dodge City) de Michael Curtiz
- 1939 : Vers sa destinée (Young Mister Lincoln) de John Ford
- 1939 : La Dame des tropiques (Lady of the Tropics) de Jack Conway
- 1939 : Nancy Drew... Reporter de William Clemens
- 1939 : Quasimodo (The Hunchback of Notre Dame) de William Dieterle
- 1940 : Rendez-vous (The Shop Around the Corner) d'Ernst Lubitsch
- 1940 : Docteur Cyclope (Dr. Cyclops) d'Ernest B. Schoedsack
- 1940 : Le docteur se marie (The Doctor Takes a Wife) de Alexander Hall
- 1940 : Behind the News de Joseph Santley
- 1940 : The Ghost Comes Home de Wilhelm Thiele
- 1940 : Le Cavalier du désert (The Westerner) de William Wyler
- 1940 : L'Inconnu du troisième étage (Stranger on the Third Floor) de Boris Ingster
- 1940 : L'Homme que j'ai ressuscité (The Man with Nine Lives) de Nick Grinde
- 1940 : Correspondant 17 (Foreign Correspondent) d'Alfred Hitchcock
- 1940 : La Caravane héroïque (Virginia City) de Michael Curtiz
- 1941 : A Very Young Lady de Harold D. Schuster
- 1941 : La Route au tabac (Tobacco Road) de John Ford
- 1941 : Million Dollar Baby de Curtis Bernhardt
- 1941 : Joies matrimoniales (Mr. & Mrs. Smith) d'Alfred Hitchcock
- 1941 : Souvenirs (H.M. Pulham, Esq.) de King Vidor
- 1942 : Sacramento (In Old California) de William C. McGann
- 1942 : There's One Born Every Minute de Harold Young
- 1942 : Les Écumeurs (The Spoilers) de Ray Enright
- 1942 : To Be or Not to Be d'Ernst Lubitsch
- 1942 : Griffes jaunes (Across the Pacific) de John Huston
- 1942 : Les Chevaliers du ciel (Captains of the Clouds) de Michael Curtiz
- 1942 : Cinquième Colonne (Saboteur), d'Alfred Hitchcock
- 1944 : Inconnu à cette adresse (Address Unknown) de William Cameron Menzies
- 1944 : Enemy of Women d'Alfred Zeisler
- 1944 : Le Président Wilson (Wilson) d'Henry King
- 1945 : She Went to the Races de Willis Goldbeck
- 1946 : La vie est belle (It's a Wonderful Life) de Frank Capra
- 1946 : Les Plus Belles Années de notre vie (The Best Years of Our Lives) de William Wyler
- 1948 : Le Fils du désert (Three Godfathers) de John Ford
- 1950 : L'Homme du Nevada (The Nevadan) de Gordon Douglas
- 1950 : Stella de Claude Binyon
- 1952 : Un amour désespéré (Carrie) de William Wyler
- 1953 : Le Voleur de minuit (The Moonlighter) de Roy Rowland
- 1954 : Une étoile est née (A Star is born) de George Cukor
- 1956 : La Loi du Seigneur (Friendly Persuasion) de William Wyler
- 1958 : Jeunesse droguée (High School Confidential !) de Jack Arnold

## Théâtre (à Broadway)
Pièces, sauf mention contraire
- 1901 : Are you a Mason ? de Leo Ditrichstein
- 1903 : The Consul de Charles Frederick Nirdlinger
- 1903-1904 : Whoop-Dee-Doo, Looney Park, Wafles et Catherine, comédies musicales, musique de William T. Francis, lyrics et livrets d'Edgar Smith (en)
- 1906-1907 : The Social Whirl, comédie musicale, musique de Gustave Kerker, lyrics de Joseph Herbert, livret de Charles Doty et J. Herbert
- 1912 : Elevating a Husband de Clara Lipman et Samuel Shipman, mise en scène de Gustav von Seyffertitz, avec Edward Everett Horton, Conway Tearle
- 1916-1917 : The Master de Benjamin F. Glazer, d'après Hermann Bahr, avec Edna May Oliver
- 1917 : The Claim de Charles Kenyon et Frank Dare, avec Walter Baldwin
- 1918 : The Master, pièce pré-citée, reprise
- 1918 : Democracy's King d'Arnold Daly
- 1920 : Big Game de Willard Robertson et Kilbourn Gordon, avec Alan Dinehart
- 1920 : The Hole in the Wall de Fred Jackson, avec John Halliday
- 1922 : Madeleine and the Movies de (produite et mise en scène par) George M. Cohan
- 1923 : Peer Gynt d'Henrik Ibsen, avec Romney Brent, Edward G. Robinson, Louise Closser Hale, Selena Royle, Joseph Schildkraut, Helen Westley
- 1923 : Sancho Panza de Melchior Lengyel, d'après Don Quichotte de Miguel de Cervantes
- 1924-1925 : Milgrim's Progress de B. Harrison Orkow
- 1925 : Processional de John Howard Lawson, avec George Abbott, Blanche Friderici, Lee Strasberg
- 1925 : The Sea Woman de Willard Robertson, avec Paul Kelly, Blanche Yurka
- 1925-1926 : Les Marchands de gloire (Merchants of Glory) de Marcel Pagnol et Paul Nivoix, avec Helen Westley
- 1926 : Head or Tail, adaptation de Garrick Truman d'après Laszlo Lakatos, avec Allyn Joslyn, Philip Merivale
- 1926-1927 : Chicago de Maurice Watkins, mise en scène par George Abbott, avec Robert Barrat, Charles Bickford
- 1928 : By Request de J.C. et Elliott Nugent, produite par George M. Cohan, avec J.C. et E. Nugent, Verree Teasdale
- 1929 : Judas de Walter Ferris et Basil Rathbone, mise en scène par Richard Boleslawski, avec Robert Barrat, Dorothy Cumming, B. Rathbone
- 1929 : Hawk Island de Howard Irving Young, avec Clark Gable, Henry O'Neill
- 1930-1931 : Once in a Lifetime de Moss Hart et George S. Kaufman, avec Spring Byington, Jean Dixon, G. S. Kaufman, Oscar Polk
- 1933 : Going Gay de William Miles, avec Walter Kingsford, Alan Marshal
- 1934-1935 : Dodsworth, adaptation de Sidney Howard d'après Sinclair Lewis, avec Walter Huston, Fay Bainter, Kent Smith, John Williams, Frederick Worlock
- 1934-1935 : Merrily We Roll Along de Moss Hart et George S. Kaufman, mise en scène par G. S. Kaufman, avec Walter Abel, Jessie Royce Landis, Mary Philips
- 1935 : Crimes marches on de Bertrand Robinson et Maxwell Hawkins, avec Elisha Cook Jr.
- 1935-1936 : Tomorrow's a Holiday, adaptation de Romney Brent d'après Leo Perutz et Hans Adler, mise en scène par George S. Kaufman, coproduite par Joseph Schildkraut, avec Curt Bois, J. Schildkraut
- 1936 : Le facteur sonne toujours deux fois (The Postman always rings Twice), d'après le roman éponyme de James M. Cain, avec Richard Barthelmess, Mary Philips
- 1942 : Vickie de S.M. Herzig, mise en scène par José Ferrer et Frank Mandel, avec Red Buttons, Mildred Dunnock, J. Ferrer
- 1950 : Intermezzo (The Enchanted) de Jean Giraudoux, adaptation de Maurice Valency, mise en scène par George S. Kaufman, musique de scène de Francis Poulenc, avec Russell Collins, Una O'Connor